# Sail away - Live in Stockholm 1973
Sail away - Live in Stockholm 1973 es el decimocuarto álbum no recopilatorio de la banda estadounidense de jazz rock, Blood, Sweat & Tears. 
El disco se grabó en un concierto en Estocolmo (Suecia), en junio de 1973, durante la gira europea de presentación del entonces nuevo disco en estudio de la banda, No sweat. El buen estado de forma de la banda en esta gira, que incluyó un concierto en Madrid, genera algunas impresionantes versiones de sus temas clásicos, especialmente de Maiden voyage.
El disco se publica en 2010 y solamente en Europa, por el sello discográfico Inmortal (IMC Music Ltd), en formato CD, con diseño de Elian Emst-Holland y texto informativo de William Hogeland. No contiene dato alguno sobre la ficha técnica de grabación, realizada con algunas limitaciones de sonido.

## Temas incluidos en el CD
01. Almost sorry (That I left you)  (Jeff Kent/Doug Lubham)
02. God bless the child (A. Herzog/Billie Holiday)
03. Back up against the wall  (B.Buie/J.R.Cobb)
04. You've made me so very happy (Berry Gordy/B.Holloway/P.Holloway/F.Wilson)
05. Down in the flood  (Robert Zimmerman)
06. Inner crisis  (Larry Willis)
07. Sail away  (Randy Newman)
08. Empty pages  (Jim Capaldi/Steve Winwood)
09. Snow Queen  (Gerry Goffin/Carole King)
10. Maiden voyage  (Herbie Hancock)
11. And when I die  (Laura Nyro)
12. Over the hill  (Dave Bargeron)
La principal novedad es la inclusión del tema Sail Away, del cantautor estadounidense Randy Newman, que no había sido publicado en ninguna de las grabaciones anteriores.

## Músicos
La formación de este concierto, es la siguiente:
- Jerry Fisher, cantante
- Tom Malone, trompeta y trombón.
- Lew Soloff, trompeta y fliscorno.
- Dave Bargeron, trombón y tuba.
- Lou Marini, saxo tenor, saxo soprano y flauta.
- Georg Wadenius, guitarra, vocal.
- Larry Willis, piano y teclados.
- Jim Fielder, bajo
- Bobby Colomby, batería